# Lycoris incarnata
Lycoris incarnata är en amaryllisväxtart som beskrevs av Comes och Carl Ludwig Sprenger. Lycoris incarnata ingår i släktet Lycoris och familjen amaryllisväxter. Inga underarter finns listade i Catalogue of Life.